# Архангелка (Северо-Казахстанская область)
Архангелка (каз. Архангелка) — село в Жамбылском районе Северо-Казахстанской области Казахстана. Является административным центром Архангельского сельского округа. Код КАТО — 594633000.

## География
Расположено около озера Архангелка.

## Население
В 1999 году население села составляло 1174 человека (588 мужчин и 586 женщин). По данным переписи 2009 года, в селе проживало 582 человека (308 мужчин и 274 женщины).